# Coupe d'Autriche féminine de handball
La Coupe d'Autriche féminine de handball (ÖHB-Cup de son nom officiel) est une compétition de handball à élimination directe ouverte à tous les clubs autrichiens fondée en 1990.

## Historique
Après avoir remporté les 27 premières éditions de la compétition, l'Hypo Niederösterreich s'incline en finale en 2017 face au MGA Fivers. Après la victoire en 2018 de l'UHC Stockerau, l'Hypo Niederösterreich reprend sa domination en remportant toutes les éditions suivantes (excepté en 2020).

## Palmarès
Le palmarès est :
| Année | Vainqueur             |
| ----- | --------------------- |
| 1990  | Hypo Niederösterreich |
| 1991  | Hypo Niederösterreich |
| 1992  | Hypo Niederösterreich |
| 1993  | Hypo Niederösterreich |
| 1994  | Hypo Niederösterreich |
| 1995  | Hypo Niederösterreich |
| 1996  | Hypo Niederösterreich |
| 1997  | Hypo Niederösterreich |
| 1998  | Hypo Niederösterreich |
| 1999  | Hypo Niederösterreich |

| Année | Vainqueur             |
| ----- | --------------------- |
| 2000  | Hypo Niederösterreich |
| 2001  | Hypo Niederösterreich |
| 2002  | Hypo Niederösterreich |
| 2003  | Hypo Niederösterreich |
| 2004  | Hypo Niederösterreich |
| 2005  | Hypo Niederösterreich |
| 2006  | Hypo Niederösterreich |
| 2007  | Hypo Niederösterreich |
| 2008  | Hypo Niederösterreich |
| 2009  | Hypo Niederösterreich |

| Année | Vainqueur             |
| ----- | --------------------- |
| 2010  | Hypo Niederösterreich |
| 2011  | Hypo Niederösterreich |
| 2012  | Hypo Niederösterreich |
| 2013  | Hypo Niederösterreich |
| 2014  | Hypo Niederösterreich |
| 2015  | Hypo Niederösterreich |
| 2016  | Hypo Niederösterreich |
| 2017  | MGA Fivers            |
| 2018  | UHC Stockerau         |
| 2019  | Hypo Niederösterreich |

| Année | Vainqueur             |
| ----- | --------------------- |
| 2020  | Pas de vainqueur      |
| 2021  | Hypo Niederösterreich |
| 2022  | Hypo Niederösterreich |
| 2023  | Hypo Niederösterreich |
| 2024  | Hypo Niederösterreich |
| 2025  | Hypo Niederösterreich |

## Bilan
| Rang  | Club                  | Titres  | Années victorieuses            |
| ----- | --------------------- | ------- | ------------------------------ |
| 1     | Hypo Niederösterreich | 33      | 1990 à 2016, 2019, 2021 à 2025 |
| 2     | MGA Fivers            | 1       | 2017                           |
| 2     | UHC Stockerau         | 1       | 2018                           |
| –     | Compétition annulée   | 1       | 2020                           |
| Total | Total                 | 35 (+1) | 1990-2025                      |